# Professional Development League Sub-21 2015–16
La Professional Development League Sub-21 2015–16 es la cuarta temporada de la Professional Development League.

## Liga 1
Se refiere a la Barclays Premier League Sub-21 por razones de patrocinio, está constituida por dos divisiones, con equipos ubicados en la División 1 o 2 basado en su rendimiento en la temporada 2014/15.
Al final de la temporada, el equipo que terminó en la parte superior de la División 1 fue coronado como campeón de la Liga 1. Los 8 mejores equipos clasificados para la edición 2016-17 partisiparan en la Premier League International Cup. Los dos equipos de la parte baja en la División 1 fueron relegados a la División 2 para la temporada 2016/17, además los mejores equipos de la División 2 fueron promovidos a la División 1.

### División 1

#### Tabla
Actualizado a 12 de mayo de 2016.
| Pos. | Equipo                       | Pts. | PJ | PG | PE | PP | GF | GC | Dif. |
| ---- | ---------------------------- | ---- | -- | -- | -- | -- | -- | -- | ---- |
| 1.º  | Manchester United Sub-21 (C) | 48   | 22 | 15 | 3  | 4  | 44 | 19 | 25   |
| 2.º  | Sunderland Sub-21            | 43   | 22 | 13 | 4  | 5  | 38 | 20 | 18   |
| 3.º  | Everton Sub-21               | 37   | 22 | 10 | 7  | 5  | 35 | 27 | 8    |
| 4.º  | Manchester City Sub-21       | 34   | 22 | 10 | 4  | 8  | 35 | 26 | 9    |
| 5.º  | Chelsea Sub-21               | 33   | 22 | 9  | 6  | 7  | 34 | 30 | 4    |
| 6.º  | Southampton Sub-21           | 30   | 22 | 8  | 6  | 8  | 39 | 40 | −1   |
| 7.º  | Liverpool Sub-21             | 28   | 22 | 8  | 4  | 10 | 26 | 37 | −11  |
| 8.º  | Tottenham Hotspur Sub-21     | 27   | 22 | 7  | 6  | 9  | 44 | 43 | 1    |
| 9.º  | Reading Sub-21               | 27   | 22 | 7  | 6  | 9  | 34 | 40 | −6   |
| 10.º | Leicester City Sub-21        | 21   | 22 | 6  | 3  | 13 | 25 | 48 | −23  |
| 11.º | Middlesbrough Sub-21 (D)     | 20   | 22 | 5  | 5  | 12 | 33 | 37 | −4   |
| 12.º | Norwich City Sub-21 (D)      | 19   | 22 | 5  | 4  | 13 | 30 | 50 | −20  |

|  | Campeón  |
|  | Descenso |

#### Resultados
Actualizado a 12 de mayo de 2016.
| Local \ Visita(1)        | CHE | EVE | LEI | LIV | MNC | MNU | MID | NOR | REA | SOT | SUN | TOT |
| ------------------------ | --- | --- | --- | --- | --- | --- | --- | --- | --- | --- | --- | --- |
| Chelsea Sub-21           |     | 0–0 | 2–1 | 4–0 | 0–2 | 0–1 | 1–0 | 5–0 | 3–3 | 1–3 | 1–3 | 1–3 |
| Everton Sub-21           | 2–0 |     | 3–1 | 3–3 | 1–0 | 2–0 | 2–2 | 3–1 | 0–2 | 3–1 | 1–1 | 1–1 |
| Leicester City Sub-21    | 3–0 | 1–1 |     | 0–2 | 1–0 | 1–1 | 1–1 | 0–1 | 2–1 | 2–1 | 1–6 | 0–3 |
| Liverpool Sub-21         | 0–1 | 0–3 | 2–1 |     | 0–3 | 1–1 | 2–1 | 2–1 | 2–0 | 0–5 | 0–2 | 2–0 |
| Manchester City Sub-21   | 0–1 | 0–1 | 1–3 | 2–0 |     | 1–0 | 5–1 | 1–0 | 3–1 | 3–1 | 1–1 | 3–3 |
| Manchester United Sub-21 | 1–1 | 3–1 | 6–1 | 1–0 | 1–0 |     | 1–0 | 7–0 | 1–0 | 4–0 | 1–0 | 3–1 |
| Middlesbrough Sub-21     | 1–3 | 1–0 | 4–0 | 2–3 | 3–1 | 1–2 |     | 1–1 | 1–1 | 1–3 | 0–1 | 1–2 |
| Norwich City Sub-21      | 2–2 | 1–2 | 2–0 | 0–0 | 1–2 | 2–0 | 0–5 |     | 4–4 | 7–2 | 0–2 | 2–3 |
| Reading Sub-21           | 1–3 | 1–1 | 1–0 | 2–1 | 0–3 | 1–3 | 3–2 | 2–0 |     | 2–5 | 2–1 | 1–1 |
| Southampton Sub-21       | 0–0 | 0–2 | 3–1 | 1–2 | 2–2 | 2–1 | 1–1 | 3–2 | 1–1 |     | 0–2 | 1–1 |
| Sunderland Sub-21        | 0–0 | 3–2 | 0–1 | 1–0 | 3–0 | 0–1 | 3–2 | 3–1 | 2–1 | 2–2 |     | 1–0 |
| Tottenham Hotspur Sub-21 | 4–5 | 4–1 | 7–4 | 1–1 | 2–2 | 2–3 | 1–2 | 1–2 | 1–4 | 0–2 | 3–1 |     |

### División 2

#### Tabla
Actualizado a día 10 de mayo de 2016.
| Pos. | Equipo                         | Pts. | PJ | PG | PE | PP | GF | GC | Dif. |
| ---- | ------------------------------ | ---- | -- | -- | -- | -- | -- | -- | ---- |
| 1.º  | Derby County Sub-21 (P)        | 42   | 22 | 13 | 3  | 6  | 44 | 26 | 18   |
| 2.º  | Arsenal Sub-21 (P)             | 40   | 22 | 12 | 4  | 6  | 40 | 25 | 15   |
| 3.º  | Swansea City Sub-21            | 39   | 22 | 12 | 3  | 7  | 42 | 24 | 18   |
| 4.º  | Aston Villa Sub-21             | 39   | 22 | 11 | 6  | 5  | 28 | 27 | 1    |
| 5.º  | Blackburn Rovers Sub-21        | 34   | 22 | 10 | 4  | 8  | 29 | 33 | −4   |
| 6.º  | West Bromwich Albion Sub-21    | 33   | 22 | 8  | 9  | 5  | 24 | 20 | 4    |
| 7.º  | West Ham United Sub-21         | 32   | 22 | 9  | 5  | 8  | 24 | 20 | 4    |
| 8.º  | Stoke City Sub-21              | 32   | 22 | 10 | 2  | 10 | 24 | 24 | 0    |
| 9.º  | Fulham Sub-21                  | 29   | 22 | 8  | 5  | 9  | 26 | 29 | −3   |
| 10.º | Newcastle United Sub-21        | 18   | 22 | 4  | 6  | 12 | 30 | 48 | −18  |
| 11.º | Brighton & Hove Albion Sub-21  | 14   | 22 | 2  | 8  | 12 | 17 | 36 | −19  |
| 12.º | Wolverhampton Wanderers Sub-21 | 13   | 22 | 2  | 7  | 13 | 20 | 35 | −15  |

|  | Equipo Promovido  |
|  | Equipos Play-offs |

#### Resultados
Actualizado a día 19 de abril de 2016.
| Local \ Visita(1)              | ARS | AST | BLB | B&H | DER | FUL | NEW | STO | SWA | WBA | WHU | WOL |
| ------------------------------ | --- | --- | --- | --- | --- | --- | --- | --- | --- | --- | --- | --- |
| Arsenal Sub-21                 |     | 1–2 | 3–2 | 4–1 | 3–2 | 1–0 | 3–1 | 0–1 | 0–0 | 1–2 | 5–0 | 1–1 |
| Aston Villa Sub-21             | 1–0 |     | 2–2 | 2–1 | 2–1 | 1–0 | 0–0 | 0–0 | 2–1 | 0–1 | 3–2 | 1–0 |
| Blackburn Rovers Sub-21        | 1–0 | 2–2 |     | 3–0 | 0–1 | 0–2 | 2–1 | 1–0 | 2–0 | 2–1 | 4–3 | 2–1 |
| Brighton & Hove Albion Sub-21  | 1–2 | 1–1 | 0–1 |     | 0–4 | 3–3 | 1–1 | 1–0 | 0–1 | 0–0 | 1–2 | 0–0 |
| Derby County Sub-21            | 1–2 | 0–1 | 3–0 | 2–2 |     | 3–0 | 6–4 | 3–1 | 2–1 | 2–0 | 1–1 | 1–0 |
| Fulham Sub-21                  | 0–3 | 2–2 | 3–0 | 1–0 | 0–1 |     | 0–2 | 3–1 | 1–0 | 1–1 | 1–3 | 0–3 |
| Newcastle United Sub-21        | 1–2 | 2–0 | 1–1 | 1–4 | 1–3 | 0–3 |     | 1–2 | 1–1 | 0–0 | 1–4 | 2–1 |
| Stoke City Sub-21              | 1–3 | 2–1 | 1–0 | 1–0 | 1–2 | 1–2 | 3–0 |     | 1–2 | 2–1 | 2–1 | 1–0 |
| Swansea City Sub-21            | 3–1 | 5–0 | 5–0 | 4–0 | 2–1 | 3–0 | 5–3 | 2–0 |     | 1–2 | 0–1 | 3–2 |
| West Bromwich Albion Sub-21    | 1–1 | 1–0 | 1–0 | 1–1 | 1–1 | 1–1 | 2–4 | 2–0 | 3–0 |     | 2–1 | 0–0 |
| West Ham United Sub-21         | 1–1 | 1–2 | 1–1 | 2–0 | 3–2 | 0–2 | 2–2 | 1–0 | 1–2 | 2–1 |     | 4–0 |
| Wolverhampton Wanderers Sub-21 | 2–3 | 2–3 | 2–3 | 0–0 | 1–2 | 0–3 | 3–1 | 0–3 | 1–1 | 0–0 | 1–1 |     |

### Play-offs
|  | Semifinales | Semifinales             | Semifinales |                    |    | Final          | Final | Final |  |
|  |             |                         |             |                    |    |                |       |       |  |
|  |             |                         |             |                    |    |                |       |       |  |
|  | 3°          | Swansea City Sub-21     | 1           |                    |    |                |       |       |  |
|  | 3°          | Swansea City Sub-21     | 1           |                    |    |                |       |       |  |
|  | 4°          | Aston Villa Sub-21      | 2           |                    |    |                |       |       |  |
|  | 4°          | Aston Villa Sub-21      | 2           |                    | 2° | Arsenal Sub-21 | 3     |       |  |
|  |             |                         |             |                    | 2° | Arsenal Sub-21 | 3     |       |  |
|  |             |                         | 4°          | Aston Villa Sub-21 | 1  |                |       |       |  |
|  | 2°          | Arsenal Sub-21          | 4°          | Aston Villa Sub-21 | 1  | 2              |       |       |  |
|  | 2°          | Arsenal Sub-21          |             |                    |    | 2              |       |       |  |
|  | 5°          | Blackburn Rovers Sub-21 | 1           |                    |    |                |       |       |  |
|  | 5°          | Blackburn Rovers Sub-21 | 1           |                    |    |                |       |       |  |
|  |             |                         |             |                    |    |                |       |       |  |

## Liga 2
Liga 2, denominada Professional Development League 2 Sub-21, se divide en dos divisiones regionales, la North Division y la South Division. 
Los equipos jugarán en su propia división en dos ocasiones, y en la otra división una sola vez, para un total de 30 partidos para equipos de la North Division, y 29 juegos en los equipos de la South Division.
Al final de la temporada, los equipos clasificados en las dos primeras posiciones de ambas divisiones se reunirán para disputar los octavos de final para así determinar al campeón general de la Liga 2.

### Tabla de la North Division
Actualizado a día 25 de abril de 2016.
| Pos. | Equipo                     | Pts. | PJ | PG | PE | PP | GF | GC | Dif. |
| ---- | -------------------------- | ---- | -- | -- | -- | -- | -- | -- | ---- |
| 1.º  | Huddersfield Town Sub-21   | 65   | 30 | 20 | 5  | 5  | 62 | 33 | 29   |
| 2.º  | Sheffield United Sub-21    | 57   | 30 | 17 | 6  | 7  | 43 | 24 | 19   |
| 3.º  | Hull City Sub-21           | 46   | 30 | 13 | 7  | 10 | 55 | 42 | 13   |
| 4.º  | Nottingham Forest Sub-21   | 39   | 30 | 12 | 3  | 15 | 49 | 50 | −1   |
| 5.º  | Birmingham City Sub-21     | 39   | 30 | 11 | 6  | 13 | 44 | 39 | 5    |
| 6.º  | Bolton Wanderers Sub-21    | 37   | 30 | 9  | 10 | 11 | 41 | 45 | −4   |
| 7.º  | Leeds United Sub-21        | 37   | 30 | 9  | 10 | 11 | 39 | 47 | −8   |
| 8.º  | Crewe Alexandra Sub-21     | 36   | 30 | 10 | 6  | 14 | 47 | 55 | −8   |
| 9.º  | Coventry City Sub-21       | 36   | 30 | 10 | 6  | 14 | 43 | 57 | −14  |
| 10.º | Sheffield Wednesday Sub-21 | 32   | 30 | 8  | 8  | 14 | 28 | 42 | −14  |
| 11.º | Barnsley Sub-21            | 31   | 30 | 9  | 4  | 17 | 41 | 55 | −14  |

|  | Equipos para Fase Final |

### Tabla de la South Division
Actualizado a día 25 de abril de 2016.
| Pos. | Equipo                     | Pts. | PJ | PG | PE | PP | GF | GC | Dif. |
| ---- | -------------------------- | ---- | -- | -- | -- | -- | -- | -- | ---- |
| 1.º  | Charlton Athletic Sub-21   | 57   | 29 | 16 | 9  | 4  | 52 | 29 | 23   |
| 2.º  | Millwall Sub-21            | 54   | 29 | 15 | 9  | 5  | 45 | 25 | 20   |
| 3.º  | Cardiff City Sub-21        | 53   | 29 | 16 | 5  | 8  | 50 | 30 | 20   |
| 4.º  | Colchester United Sub-21   | 51   | 29 | 16 | 3  | 10 | 45 | 38 | 7    |
| 5.º  | Crystal Palace Sub-21      | 40   | 29 | 11 | 7  | 11 | 55 | 51 | 4    |
| 6.º  | Queens Park Rangers Sub-21 | 35   | 29 | 9  | 8  | 12 | 55 | 64 | −9   |
| 7.º  | Ipswich Town Sub-21        | 33   | 29 | 9  | 6  | 14 | 35 | 45 | −10  |
| 8.º  | Brentford Sub-21           | 32   | 29 | 8  | 8  | 13 | 50 | 63 | −13  |
| 9.º  | Bristol City Sub-21        | 30   | 29 | 9  | 3  | 17 | 38 | 59 | −21  |
| 10.º | Watford Sub-21             | 22   | 29 | 5  | 7  | 17 | 33 | 56 | −23  |

|  | Equipos para Fase Final |

### Resultados
Actualizado a día 25 de abril de 2016.
| Local \ Visita(1)          | BAR | BIR | BOL | BRE | BRI | CAR | CHA | COL | COV | CRE | CRY | HUD | HUL | IPS | LEE | MIL | NOT | QPR | SHE | SHW | WTF |
| -------------------------- | --- | --- | --- | --- | --- | --- | --- | --- | --- | --- | --- | --- | --- | --- | --- | --- | --- | --- | --- | --- | --- |
| Barnsley Sub-21            |     | 0–4 | 1–0 |     | 2–3 |     |     |     | 3–0 | 1–1 | 0–4 | 0–1 | 0–3 | 1–2 | 3–3 |     | 6–0 | 1–1 | 0–0 | 2–1 |     |
| Birmingham City Sub-21     | 2–0 |     | 2–2 | 1–3 |     | 1–2 |     |     | 2–1 | 1–0 |     | 2–1 | 2–2 | 3–1 | 1–2 | 3–0 | 1–2 |     | 0–0 | 1–1 | 2–0 |
| Bolton Wanderers Sub-21    | 2–0 | 1–1 |     |     | 2–1 |     | 2–1 |     | 1–1 | 2–2 |     | 0–1 | 0–0 |     | 1–2 | 2–0 | 2–1 | 1–0 | 0–1 | 3–2 |     |
| Brentford Sub-21           | 4–2 |     | 1–3 |     | 2–1 | 3–2 | 1–2 | 1–2 |     | 3–3 | 2–2 |     |     | 1–1 | 2–2 | 0–3 |     | 0–0 | 2–3 |     | 4–3 |
| Bristol City Sub-21        |     | 3–2 |     | 3–0 |     | 0–1 | 2–3 | 0–2 | 0–4 |     | 2–1 | 1–4 |     | 1–1 |     | 0–1 | 3–1 | 2–3 | 2–1 | 1–2 | 2–1 |
| Cardiff City Sub-21        | 0–2 |     | 1–1 | 3–0 | 2–0 |     | 1–2 | 3–2 |     | 4–0 | 3–1 |     | 1–0 | 1–0 |     | 0–0 |     | 3–2 | 0–4 | 3–0 | 2–1 |
| Charlton Athletic Sub-21   | 3–0 | 1–2 |     | 2–1 | 2–2 | 1–1 |     | 3–1 | 1–1 |     | 3–2 | 1–1 |     | 1–1 | 1–0 | 1–1 |     | 2–0 |     | 4–0 | 2–1 |
| Colchester United Sub-21   | 4–1 | 2–1 | 1–0 | 3–1 | 2–0 | 0–2 | 2–1 |     |     | 3–0 | 2–3 |     | 1–0 | 1–0 |     | 1–2 | 2–0 | 2–5 |     |     | 0–0 |
| Coventry City Sub-21       | 0–1 | 1–0 | 4–3 | 4–2 |     | 2–1 |     | 4–1 |     | 2–0 |     | 1–1 | 3–0 |     | 1–2 |     | 2–6 | 3–3 | 1–2 | 0–1 | 2–0 |
| Crewe Alexandra Sub-21     | 4–2 | 4–1 | 1–1 |     | 3–1 |     | 0–3 |     | 2–0 |     | 2–3 | 0–3 | 2–1 |     | 3–1 |     | 0–2 |     | 1–1 | 3–0 | 5–3 |
| Crystal Palace Sub-21      |     | 1–0 | 3–3 | 2–3 | 0–1 | 1–1 | 1–2 | 1–2 | 1–1 |     |     | 2–3 | 1–1 | 2–1 | 0–0 | 3–3 |     | 1–3 | 2–0 |     | 6–2 |
| Huddersfield Town Sub-21   | 3–2 | 1–0 | 2–1 | 4–0 |     | 2–1 |     | 4–0 | 6–1 | 1–1 |     |     | 3–2 | 1–0 | 2–2 |     | 0–2 |     | 1–0 | 3–1 |     |
| Hull City Sub-21           | 2–3 | 2–1 | 3–0 | 3–1 | 2–0 |     | 1–1 |     | 5–0 | 1–3 |     | 3–1 |     |     | 1–1 | 0–0 | 2–4 |     | 1–1 | 0–2 |     |
| Ipswich Town Sub-21        |     |     | 2–1 | 1–3 | 6–1 | 0–5 | 2–2 | 0–3 | 3–0 | 4–2 | 0–1 |     | 1–2 |     |     | 0–2 | 1–1 | 1–0 |     | 1–0 | 0–2 |
| Leeds United Sub-21        | 1–4 | 0–0 | 3–3 |     | 3–0 | 1–3 |     | 1–1 | 1–0 | 0–2 |     | 0–2 | 1–3 | 1–2 |     |     | 2–1 | 3–3 | 2–1 | 1–0 |     |
| Millwall Sub-21            | 4–2 |     |     | 1–0 | 1–0 | 1–1 | 0–0 | 1–0 | 4–1 | 1–0 | 5–1 | 0–2 |     | 3–0 | 3–1 |     |     | 2–2 | 1–2 |     | 0–0 |
| Nottingham Forest Sub-21   | 1–0 | 3–1 | 5–1 | 2–2 |     | 2–1 | 1–3 |     | 1–2 | 3–1 | 0–1 | 1–2 | 2–3 |     | 2–0 | 3–1 |     |     | 1–0 | 1–1 | 1–2 |
| Queens Park Rangers Sub-21 |     | 1–4 |     | 0–3 | 4–5 | 1–0 | 0–1 | 0–1 |     | 3–1 | 5–2 | 5–5 | 2–6 | 1–1 |     | 0–4 | 3–1 |     |     | 3–2 | 2–1 |
| Sheffield United Sub-21    | 1–0 | 2–0 | 2–0 |     |     |     | 0–3 | 0–2 | 3–0 | 2–0 |     | 2–0 | 3–1 | 2–1 | 1–1 |     | 2–0 | 3–0 |     | 1–1 |     |
| Sheffield Wednesday Sub-21 | 1–0 | 0–2 | 0–2 | 2–2 |     |     |     | 1–1 | 1–1 | 2–1 | 1–2 | 1–0 | 1–2 |     | 0–2 | 0–0 | 2–0 |     | 2–0 |     | 0–0 |
| Watford Sub-21             | 0–2 |     | 1–1 | 3–3 | 1–1 | 0–2 | 2–0 | 3–1 |     |     | 0–5 | 1–2 | 1–3 | 1–2 | 1–0 | 0–1 |     | 3–3 | 0–2 |     |     |

### Fase final
|  | Semifinales              | Semifinales              | Semifinales             |                         |                          | Final                    | Final | Final |  |
|  |                          |                          |                         |                         |                          |                          |       |       |  |
|  |                          |                          |                         |                         |                          |                          |       |       |  |
|  | Huddersfield Town Sub-21 | Huddersfield Town Sub-21 | 2                       |                         |                          |                          |       |       |  |
|  | Huddersfield Town Sub-21 | Huddersfield Town Sub-21 | 2                       |                         |                          |                          |       |       |  |
|  | Millwall Sub-21          | Millwall Sub-21          | 0                       |                         |                          |                          |       |       |  |
|  | Millwall Sub-21          | Millwall Sub-21          | 0                       |                         | Huddersfield Town Sub-21 | Huddersfield Town Sub-21 | 2     |       |  |
|  |                          |                          |                         |                         | Huddersfield Town Sub-21 | Huddersfield Town Sub-21 | 2     |       |  |
|  |                          |                          | Sheffield United Sub-21 | Sheffield United Sub-21 | 1                        |                          |       |       |  |
|  | Charlton Athletic Sub-21 | Charlton Athletic Sub-21 | Sheffield United Sub-21 | Sheffield United Sub-21 | 1                        | 1                        |       |       |  |
|  | Charlton Athletic Sub-21 | Charlton Athletic Sub-21 |                         |                         |                          | 1                        |       |       |  |
|  | Sheffield United Sub-21  | Sheffield United Sub-21  | 2                       |                         |                          |                          |       |       |  |
|  | Sheffield United Sub-21  | Sheffield United Sub-21  | 2                       |                         |                          |                          |       |       |  |
|  |                          |                          |                         |                         |                          |                          |       |       |  |